# Lijst van rijksmonumenten in Leermens
De plaats Leermens telt 8 inschrijvingen in het rijksmonumentenregister. Hieronder een overzicht. 
| Object                                                | Oorspronkelijke functie? | Bouwjaar | Architect                      | Locatie             | Coördinaten?                  | Nr.?   | Afbeelding                           |
| ----------------------------------------------------- | ------------------------ | --- | ------------------------------ | ------------------- | ----------------------------- | ------ | ------------------------------------ |
| Schatsborg (vroeger Bolsiersemaheerd)                 | Boerderij                | 1730 |                                | Tolweg 14           | 53° 21' 16" NB, 6° 47' 13" OL | 18204  | Meer afbeeldingen                    |
| Donatuskerk                                           | Kerk en kerkonderdeel    | ca. 1000 (schip) 1150-1200 (dwarsschip) 13e eeuw (koor) verb. in de 14e, 15e en 16e eeuw en in 1822 1957-'60 (rest.) |                                | Kerkpad 7           | 53° 20' 46" NB, 6° 47' 50" OL | 40301  | Meer afbeeldingen                    |
| Pandje onder hoog schilddak met twee hoekschoorstenen | Woonhuis                 | waarsch. vroege 18e eeuw                                                                                             |                                | Wierdeweg 1         | 53° 20' 48" NB, 6° 47' 53" OL | 40302  | Meer afbeeldingen                    |
| Pand onder zadeldak tegen topgevel (smederij)         | Woonhuis                 | 1775 |                                | Wierdeweg 8         | 53° 20' 45" NB, 6° 47' 51" OL | 40303  | Meer afbeeldingen                    |
| Borgterrein Bolsiersema                               | Archeologisch monument   | 13e eeuw of later |                                | bij Tolweg 14       | 53° 21' 15" NB, 6° 47' 14" OL | 46198  | Upload foto                          |
| Hervormde pastorie                                    | Dienstwoning             | ca. 1700 (achterhuis) 1880 (voorhuis) 1992-'95 (rest.)                                                               | Van der Veen en Bos (1992-'95) | Wierdeweg 16        | 53° 20' 43" NB, 6° 47' 53" OL | 517383 | Hervormde pastorie                   |
| Transformatorhuisje (Schatsborg 2810)                 | Nutsbedrijf              | 1929 |                                | Schatsborgerweg 14T | 53° 21' 17" NB, 6° 47' 10" OL | 517405 | Transformatorhuisje(Schatsborg 2810) |
| Transformatorhuisje (Lutjerijp 2807)                  | Nutsbedrijf              | ca. 1927 |                                | Lutjerijp 2T        | 53° 21' 10" NB, 6° 47' 42" OL | 517409 | Transformatorhuisje(Lutjerijp 2807)  |